# Mahmut Lekić
Mahmut Lekić, od oca Murata (Hasovog), rođen je 18. aprila 1917. godine u radničkoj porodici, u Tuzima. Pošto nakon osnovnog obrazovanja nije mogao nastaviti školovanje bio je čobanin, a zatim pekarski radnik.
Još kao mladić osjetio je nepravdu i surovost bivšeg režima, pa je dolazio u sukob sa njegovim zaštitnicima. Godine 1935. i 1936. učestvovao je u demostracijama u Podgorici, a 1937. u Jugoslovenskoj vojsci uočen je njegov politički rad među vojnicima pa je dva mjeseca proveo u zatvoru. Zbog oskudice, 1939. godine odlazi u Albaniju, i tamo stupa u kontakt sa levičarima. Učestvovao je u demostracijama u Skadru i Tirani. Na temelju revolucionarne aktivnosti, primljen je u Savez komunističke omladine 1941. godine.
Nakon okupacije Kraljevine Jugoslavije vraća se u rodni kraj. U oktobru 1941. ga zatvaraju u Skadru zbog aktivnosti na području Tuzi. Organizovano je njegovo bjekstvo, te živi ilegalno u Skadru.
Tamo je primljen u partiju, pa je još aktivnije radio na organizovanju oslobodilačko pokreta u sjevernoj Albaniji i učestvovao u mnogim akcijama.
U tim akcijama pokazao je izuzetnu hrabrost zbog čega je veoma cijenjen kod svojih drugova. Najviše je radio u reonu Skadar-Tirana-Drač. Kao iskusan ilegalac i prekaljen borac posebno se isticao u diverzijama, atentatima na fašističke starješine. U proljeće 1943. godine po zadatku dolazi u Tuzi, gdje kratko vrijeme radi na organizovanju NOB-a. Zbog opasnosti od hapšenja stupa u Petu proletersku crnogorsku brigadu, u kojoj je bio borac, obavještajac i komandir izviđačkog voda brigade. Poginuo je u proljeće 1944. godine u borbi na Mataševu. U znak sjećanja na taj njega osmogodišnja škola u Tuzima nosi njegovo ime.

## Spoljašnje veze
- Hodžić, Zuvdija. „Slavno ime Mahmutovo“, Glasnik, List SUBNOR-a Crne Gore, br. 31, avgust (2012). стр. 64-65.